# Okół

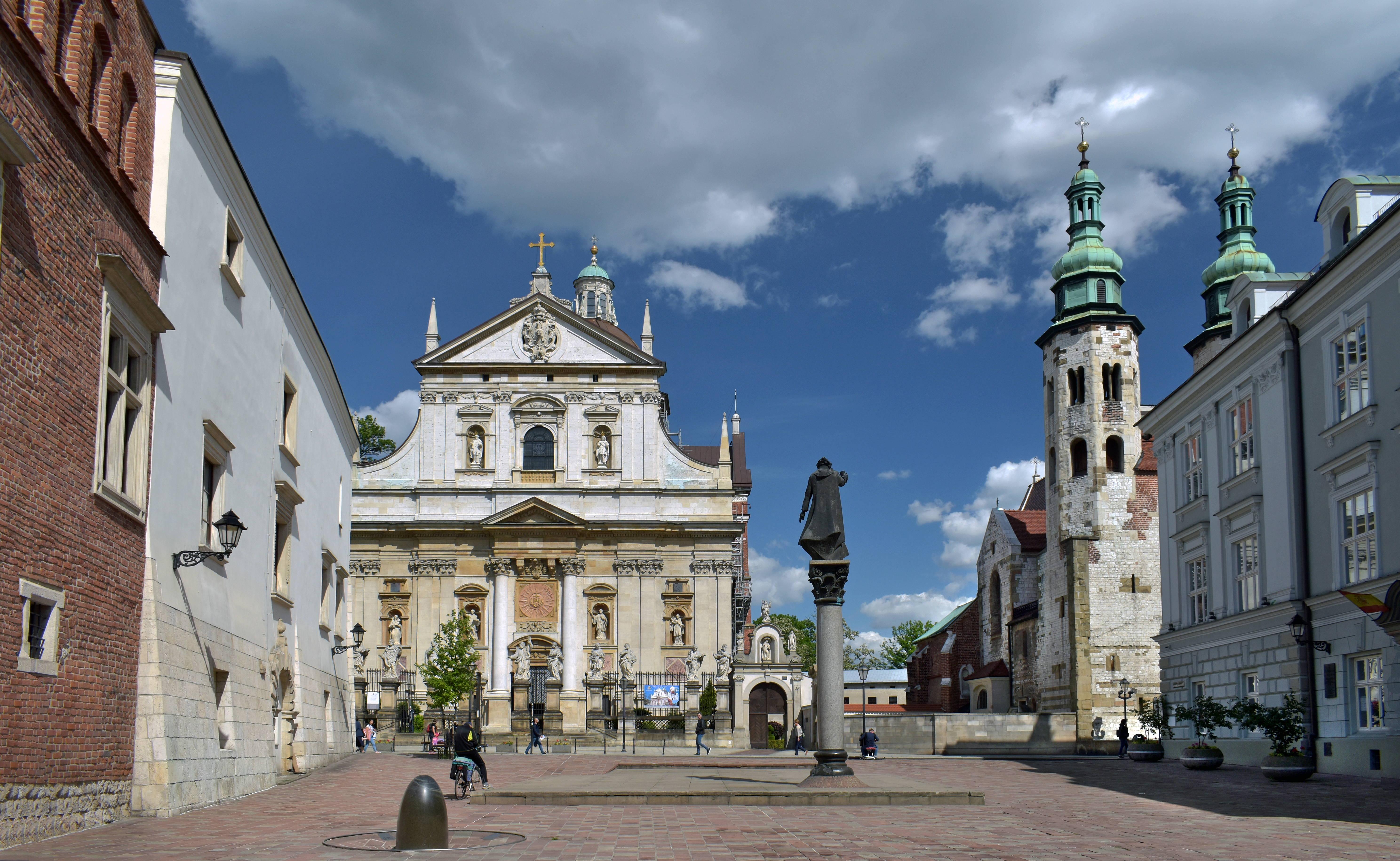
Maria-Magdalena-Platz mit der Piotr-Skarga-Statue und Peter-und-Paul-Kirche und Andreaskirche im Hintergrund

Okół (auch Okoł) ist ein historischer Stadtteil der Großstadt Krakau in Polen, entlang der heutigen Grodzka-Straße zwischen dem Burgberg Wawel und der im Jahr 1257 angelegten deutschrechtlichen Stadt. Er entwickelte sich zunächst im 11. Jahrhundert als der Marktort von Wawel und wurde kurz nach den ersten Erwähnungen um die Mitte des 14. Jahrhunderts an die Stadt Krakau angegliedert, wird als Teil der Krakauer Altstadt betrachtet und gehört heute zum Stadtbezirk 1 Altstadt.

## Geschichte
Unter Kasimir I. dem Erneuerer wurde Wawel bzw. Krakau 1038 Hauptstadt Polens. Kasimir verließ das von dem tschechischen Herrscher Břetislav I. zerstörte Gnesen, das bisher die Hauptstadt Polens war und wählte das günstiger gelegene Krakau als Königssitz. Der Marktort Okół entwickelte sich am Fuß der Wawel-Burg um dem Platz vor der im Jahr 1080 errichteten Andreaskirche, auf einer Insel, die von der Burg durch den Bach bzw. den Graben Rudawka (heute Podzamcze-Straße) und im Norden durch einen künstlichen Graben (heute Poselska-Straße) begrenzt war. Die Insel wurde schnell zu klein und die Entwicklung folgte weiter nördlich, an der Stelle des heutigen Hauptmarkts, während Okół zu dem Bindeglied zu der Burg wurde.
Anfang des 12. Jahrhunderts sicherte sich Wawel mit Okół bzw. Krakau wieder die Stellung der polnischen Hauptstadt. Aus den 1220er Jahren stammen die ersten Indizien des deutschen Rechts, ob es um Okół oder einen anderen angelegten Ort nördlich von Okoł ging, ist nicht klar. Im 13. Jahrhundert wurde die Gegend mehrmals von den Tataren belagert. Besonders verheerend war im Zuge der Schlacht bei Wahlstatt der erste Ansturm der Mongolen der Goldenen Horde im Jahr 1241, den nur die Wawelburg und der Stadtteil Okół überstanden. Die Bürger konnten in der Andreaskirche und auf der Burg Schutz finden. Nach dieser Zerstörung wurde Krakau im Stil der Gotik planmäßig nach einem Schachbrettmuster wieder aufgebaut.
Der Ort wurde oft in den Jahren 1336 bis 1346 als Okol erwähnt. Der Name bezeichnete einen von Kreis/Ring umzingelten Ort (okół – Kreis, Rad, Zirkel, auch Stall). Es ist möglich, dass Okół ein separates Stadtrecht vom König Władysław I. Ellenlang etwa nach dem Jahr 1312 erhielt, weil 1338 Fundo sitam in Noua Civitate, in Okol erwähnt wurde, aber kurz nach der letzten urkundlichen Erwähnung des Namens im Jahr 1346 wurde er mit dem Burgberg direkt an Krakau angegliedert und von gemeinsamen Stadtmauern umgeben (die heutigen Parkanlagen Planty). Dadurch vergrößerte sich die Fläche der Stadt von 0,5 km² auf 0,89 km². Zu dieser Zeit entwickelte sich im Süden die Vorstadt Stradom und weiter südlich die Stadt Kazimierz, damit stieg die Bedeutung der Grodzka-Straße weiter.

## Baudenkmale (Auswahl)
- Ägidiuskirche
- Jesuitenkirche
- Collegium Iuridicum der Jagiellonen-Universität